# Port de Kaohsiung
Le port de Kaohsiung est situé à Kaohsiung sur l'île de Taïwan. Il possède un trafic annuel de 10 millions d'EVP en 2007.